# ŽOK Rijeka
ŽOK Rijeka var en volleybollklubb från Rijeka, Kroatien. Klubben var aktiv mellan 1947 och 2012 (då den blev en del av HAOK Rijeka). De debuterade i Jugoslaviens högsta serie 1967. Den hade då namnet "Partizana". De etablerade sig i högsta serien och vann 1972/1973 jugoslaviska cupen. Detta innebar spel i Europa som första idrottslag från Rijeka. Året efter gick klubben samman med "Kvarner", vilket medförde att det nu fanns lag i högstaserien både på dam- och herrsidan. De vann både ligan och cupen 1975 samt cupen både 1977 och 1978. De vann inga nya titlar före Jugoslaviens upplösning.
De vann kroatiska volleybollcupen för damer 1992. Därefter dröjde nästa titel till 1998, då de åter vann cupen efter flera finalplatser i cupen och andraplatser i ligan. Nu följde en mycket framgångsrik period. De vann både cupen (1998-2000) och ligan (1998/99, 1999/00, 2000/01) tre gånger i rad. Därefter följde några titellösa år innan en ny framgångsperiod följde med sju ligasegrar i rad 2005-2012 och fem cupsegrar i rad 2005-2009. Internationellt vann de MEVZA League 2008/2009. De vann även cupen 2012. Därefter gick klubben upp i HAOK Rijeka.